# Silvio Baracchini
Silvio Baracchini (ur. 28 sierpnia 1950 w Genui) – włoski piłkarz wodny, srebrny medalista olimpijski z Montrealu.
Dwukrotnie uczestniczył na letnich igrzyskach olimpijskich (IO 1972, IO 1976). Na igrzyskach w Montrealu w 1976 roku wraz z kolegami zdobył srebrny medal. Zagrał wtedy w 8 meczach, zdobywając 6 bramek. 